# Never, Never Gonna Give You Up (Lisa Stansfield-dal)
A Never, Never Gonna Give You Up című dal a brit énekes-dalszerző Lisa Stansfield 3. kimásolt kislemeze a Lisa Stansfield című negyedik stúdióalbumról. A dal 1997. június 9-én jelent meg Európában, Ausztráliában, és Japánban, ahol a második kimásolt kislemez volt. Észak-Amerikában július 21-én adták ki.
A dalhoz készült videót Rocky Schenck rendezte. A dal remixeit az amerikai producer Frankie Knuckles, Mark Picchiotti, Hani, Steven Nikolas és Brendon Sibley. 1998-ban Knuckes a dal remixéért Grammy-díjat vehetett át. A dal az Egyesült Királyság kislemezlistáján a 25., míg az amerikai Billboard Hot 100-as listán a 74. helyre került. A dal csúcspontja a Hot Dance Club Songs listán volt, ahol 1. helyezést érte el a dal. A dal szerepel a "The Remix Album" és a Biography: The Greatest Hits című válogatás albumon is.
2014-ben a "Never, Never Gonna Give You Up" remixei felkerültek a "Lisa Stansfield" album deluxe 2CD + DVD kiadására is, valamint további remixek szerepeltek a People Hold On...The Remix Anthology című albumon is. Korábban három ki nem adott remix-szel: Frankie Classic Club Mix, Franktifield Off the Hood Dub, és az After Hours Mix. Mindhárom remix szerepel a 2003-as "The Collection 1989-2003" című válogatásalbumon is.

## Kritikák
A dal pozitív kritikákat kapott a zenekritikusoktól, akik kiválónak, és erősnek nevezték Stansfield hangját a dalban, valamint csábító és "szexi" a benne lévő előadásmód. A Billboard kritikusa szerint a dal jól illeszkedik az eredeti felvételhez, fenntartva az eredeti dalhoz való tiszteletet. William Stevenson az Entertainment Weekly-től ezt írta a dalról: "Ellenállhatatlan" ahogyan énekel a dalban, csábítóan körözve selymes hangjával minden mondat körül, miközben erős intenzitással építi fel a dalt. Soha nem hangzott jobban a dal, ahogy Stansfield benne énekel.

## Eredeti változat
A dalt Barry White írta, és jelentette meg 1973-ban. A dal az amerikai Hot R&B / Hip-Hop songs listán a 2. helyezett volt.

## Számlista
| Európai CD single 1. "Never, Never Gonna Give You Up" (Radio Mix) – 4:26 2. "Change" (Live) – 5:19 Ausztrál/Európai/Japán CD maxi-single 1. "Never, Never Gonna Give You Up" (Radio Mix) – 4:26 2. "Never, Never Gonna Give You Up" (Album Edit) – 4:04 3. "Never, Never Gonna Give You Up" (Touch 2 Mix) – 5:34 4. "Never, Never Gonna Give You Up" (Frankie Knuckles Hard & Sexy Radio) – 4:15 5. "Never, Never Gonna Give You Up" (Mark!'s Transparent Vocal) – 9:54 Európai CD maxi-single #2 1. "Never, Never Gonna Give You Up" (Live) – 5:15 2. "Suzanne" (Live) – 4:38 3. "People Hold On" (Live) – 3:47 4. "Change" (Live) – 5:19 Európai 12" single 1. "Never, Never Gonna Give You Up" (Mark!'s Transparent Vocal) – 9:54 2. "Never, Never Gonna Give You Up" (Radio Mix) – 4:26 3. "Never, Never Gonna Give You Up" (Frankie Knuckles Hard & Sexy Radio) – 4:15 4. "Never, Never Gonna Give You Up" (Touch 2 Mix) – 5:34 UK 12" single 1. "Never, Never Gonna Give You Up" (Main Mix) – 5:02 2. "Never, Never Gonna Give You Up" (Frankie's Hard & Sexy Radio) – 4:15 3. "Never, Never Gonna Give You Up" (Mark!'s Transparent Vocal) – 9:54 UK promóciós 12" single 1. "Never, Never Gonna Give You Up" (Frankie's Hard R&B Club) – 6:54 2. "Never, Never Gonna Give You Up" (Frankie's Hard & Sexy Radio) – 4:13 UK promóciós 12" single 1. "Never, Never Gonna Give You Up" (Mark!'s Transparent Vocal) – 9:54 2. "Never, Never Gonna Give You Up" (Mark!'s Shelter Dub) – 10:57 UK promóciós 12" single 1. "Never, Never Gonna Give You Up" (Main Mix) – 5:02 2. "Never, Never Gonna Give You Up" (Touch 2 Mix) – 5:34 3. "Never, Never Gonna Give You Up" (77th Heaven Mix) – 7:10 4. "Never, Never Gonna Give You Up" (Radio Mix) – 4:26 | US CD single 1. "Never, Never Gonna Give You Up" – 4:45 2. "People Hold On" (DRS Mix) – 3:42 US promotional CD single 1. "Never, Never Gonna Give You Up" (Radio Edit) – 4:10 2. "Never, Never Gonna Give You Up" (Album Version) – 4:45 US promóciós 12" single 1. "Never, Never Gonna Give You Up" (Album Mix) – 4:40 2. "Never, Never Gonna Give You Up" (Groove Mix) – 5:01 3. "Never, Never Gonna Give You Up" (Frankie's Hard & Sexy Mix) – 4:13 4. "Never, Never Gonna Give You Up" (Frankie's Hard R&B Club Mix) – 6:54 US promóciós 2x12" single 1. "Never, Never Gonna Give You Up" (Hani Num Club Mix) – 9:03 2. "Never, Never Gonna Give You Up" (Mark Picchiotti Dub) – 8:18 3. "Never, Never Gonna Give You Up" (Nikolas & Sibley Club Mix) – 8:36 4. "Never, Never Gonna Give You Up" (Frankie's Classic Morning Mix) – 8:46 5. "Never, Never Gonna Give You Up" (Mark Picchiotti Club Mix) – 9:55 6. "Never, Never Gonna Give You Up" (Hani's Vocal Reprise) – 1:56 7. "Never, Never Gonna Give You Up" (Hani's Bonus Beats) – 2:03 8. "Never, Never Gonna Give You Up" (Hani's Analog Bubble Bath) – 8:30 9. "Never, Never Gonna Give You Up" (Nikolas & Sibley Dub) – 5:23 Egyéb remixek 1. "Never, Never Gonna Give You Up" (Hani Mix) – 8:54 2. "Never, Never Gonna Give You Up" (Frankie Knuckles Mix) – 8:42 3. "Never, Never Gonna Give You Up" (Frankie's Classic Club Mix) – 8:15 4. "Never, Never Gonna Give You Up" (Franktified Off the Hook Dub) – 7:14 5. "Never, Never Gonna Give You Up" (After Hours Mix) – 7:10 |

## Slágerlista
| Slágerlista (1997)                    | Legjobb helyezések |
| ------------------------------------- | ------------------ |
| Australia (ARIA)                      | 182                |
| Belgium (Ultratip Flanders)           | 5                  |
| Kanada Top Singles (RPM)              | 74                 |
| Europe (European Hot 100 Singles)     | 99                 |
| Germany (Official German Charts)      | 74                 |
| Poland (LP3)                          | 26                 |
| Skócia (Scottish Singles Top 40)      | 35                 |
| Spain Radio (PROMUSICAE)              | 37                 |
| Egyesült Királyság (UK Singles Chart) | 25                 |
| UK R&B (Official Charts Company)      | 4                  |
| US Billboard Hot 100                  | 74                 |
| US Hot Dance Club Songs (Billboard)   | 1                  |
| US Hot R&B/Hip-Hop Songs (Billboard)  | 38                 |
| US Billboard Adult Contemporary       | 40                 |